# 混セでSHOWTIME
『混セでSHOWTIME』（こんセでショウタイム）は、みずしな孝之による日本の4コマ漫画作品。みずしなのデビュー作で、プロ野球・セントラル・リーグを舞台にしている。

## 概要
1991年に読み切り作品が掲載された後、1992年に芳文社の『まんがスポーツ』7月号で連載開始。当初はモノクロ3ページの5本のみであったが、人気によりページ数の増加や2色での掲載なども行われ、1994年2月号には巻頭フルカラーになった。その後、同年4月号から巻頭での連載が続いたが休刊となった8月号では巻末に2色での掲載となった。
掲載誌の休刊により突然の連載終了となる。作者自身、連載終了の際に「まっ、単行本にもなんないと思うし、いいや」と述べていたが、1995年に竹書房の『まんがパロ野球ニュース』で連載されていた『ササキ様に願いを』の単行本が発売されると、続いて本作も傑作選という形式の収録ではあったが、単行本が同社から出版された。掲載誌とは別の出版社からの発刊となっている。
連載当初は特定の登場人物はおらず、セントラル・リーグ各チームの選手・監督などが単発的に登場する作品ばかりであったが、その後レギュラーキャラクターが誕生し「シリーズもの」的な展開が見られるようになった。作者のみずしなは連載中に大学進学などを経験したため、自身の近況報告的なものもたびたび発表していた。
なおタイトルにあるように、出演するキャラクターはセントラル・リーグが中心であるが、単行本化に際しパシフィック・リーグを舞台にした作品「熱パでダンサブルナイツ」が隠し漫画として描き下ろされた。これ以後、隠し漫画はみずしなの単行本の定番となった。

## 用語
ホシパン向上委員会
横浜ベイスターズの応援グッズ「ホッシーパンチ」（通称ホシパン）を普及させようとすべく、佐々木主浩と斎藤隆により結成。しかし、なかなかいいアイデアが出ずに終わる。なお、2人は『ササキ様に願いを』のような主従（奴隷?）関係ではない。ただし、1コマだけではあるが佐々木の背ネームに「SASAKI 様」（『ササキ様に願いを』参照）と書かれている。
あげあしトリオ
「人々の会話に潜むわずかな穴も許さない」をモットーに、ヤクルトスワローズの高津臣吾と川崎憲次郎、小坂勝仁により結成された。時には試合中にもかかわらず放送ブースに乱入するなど、神出鬼没の動きを見せていた。
バッ太郎
広島東洋カープの前田智徳愛用のバット。なお、続編といえるものに『ササキ様に願いを』の「バッ次郎」から「バッ六郎」がある。
新庄と久慈
子供に見られることを阪神タイガースの久慈照嘉が後輩の新庄剛志に愚痴る。しかし、久慈の取る行動はジュースにストローで空気を送るなど実際に子供っぽく、新庄が心の中でツッこんでいる。